# Sant Jordi (Communauté valencienne)
Pour les articles homonymes, voir Sant Jordi.
Sant Jordi (autrefois Sant Jordi del Maestrat), en valencien, ou San Jorge, en castillan (dénomination officielle bilingue depuis le 15 octobre 2001,), est une commune d'Espagne de la province de Castellón dans la Communauté valencienne. Elle est située dans la comarque du Baix Maestrat et dans la zone à prédominance linguistique valencienne. Elle fait partie de la mancomunidad de la Taula del Sénia.

## Géographie

Localisation de Sant Jordi
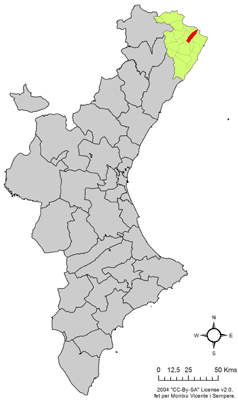
dans la Communauté valencienne.
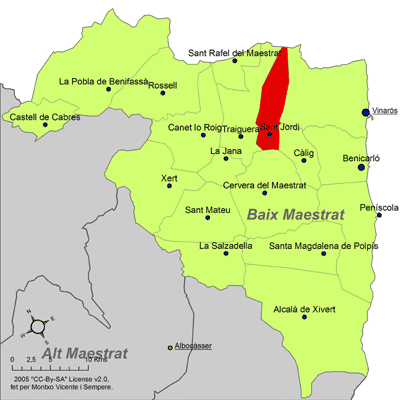
dans la comarque du Baix Maestrat.

Sant Jordi est située dans le secteur central de la comarque dans une plaine ondulée et dans un paysage de cultures sur terrain sec, typiquement méditerranéen, comme les oliviers, caroubiers, amandiers; mais les agrumes gagnent du terrain un peu plus chaque jour.
On arrive à cette localité depuis Castellón en prenant la CV-10 puis la N-232.

### Localités limitrophes
Sant Jordi est voisine des communes de :
Traiguera, Vinaròs, Càlig, et Cervera del Maestre toutes dans la province de Castellón.

## Histoire
On n'a pas trouvé de gisements préhistoriques mais il existe un grand nombre de noyaux de peuplement ibériques aux alentours: Puig de Vinarós, Puig de Benicarló, Vinyets de Canat, Tessa Alta et quelques tombes actuellement détruites trouvées sur son territoire.
Il faut chercher les véritables débuts au temps de l'occupation sarrasine des terres de l'Èbre. Les nombreux champs d'oliviers qui existaient déjà lors de l'occupation des troupes de Jacques Ier le Conquérant, les toponymes comme la zone "dels Moros" et la petite ferme avec son moulin à huile nous montrent les restes de cette culture.
Après la reconquête, commencée par Jacques Ier le Conquérant avec la capitulation de Cervera en 1233, les terres de San Jorge finirent par être un territoire de la ville voisine de Traiguera (Vall Traiguera). L'origine médiévale et chrétienne la plus connue et documentée se situe dans un hameau dépendant de Traiguera, constitué à partir d'un mas appelé Mas dels Astellers ou Estellés. Le Mas dels Stellers ou Estellers apparait en 1261 quand le mas est acheté par les frères Esteban et Bononate Steller et un de leurs amis appelé Domingo de Monte-Real. Après cet acte d'achat le 2 août 1261, la famille Esteller s'installa; elle existe encore aujourd'hui et son nom est porté par 60 % des habitants actuels. En plus de la famille Esteller, vinrent d'autres familles comme les : Sifre, Nes, Marí, Calaf, Meseguer, Vidal, Ferreras, etc. L'histoire médiévale et moderne, jusqu'en 1655, tourne autour de ce mas dont la taille augmenta peu à peu et qui finit par devenir indépendant.
Au début du XVIIe siècle, notons le commencement d'un long procès pour se séparer de son territoire d'origine : Traiguera. Les motifs furent la croissance démographique du Mas, la dépendance économique, les procès juridictionnels, la richesse de quelques rares familles, Esteller et finalement le désastre économique de Traiguera pendant la Guerre dels segadors. La demande de la séparation débuta formellement en 1626 devant les Cortes de Monzón quand les habitants la demandèrent par l'intermédiaire de l'ordre de Montesa.
Par un privilège royal de Philippe IV concédé en 1647 et une Real Carta de ce même Roi accordée en 1649, le Mas del Estellers s'appela Sant Jordi (et non San Jorge) et devint une ville du Maestrazgo ("Vall de Montesa"), comme l'attestent les documents des XVIIe et XVIIIe siècles.
La confirmation de cette indépendance se produisit au mois de mai 1655. Les procès avec Traiguera se poursuivirent; mais chacune eut ses propres dirigeants, ses territoires séparés et son histoire propre.
La nouvelle ville de Sant Jordi était occupée au milieu du XVIIe siècle par une cinquantaine de familles. La Guerre de Succession paralysa temporairement sa croissance démographique et économique.
Les guerres napoléoniennes eurent un impact spécial sur la localité à cause des nombreuses incursions, tributs et calamités que durent supporter les habitants comme également les autres villages du Maestrazgo.
Pendant les guerres carlistes, des familles comme les Lladser, Pavía et Esteller firent partie de la bande de Cabrera.
Le fait le plus important du XIXe siècle est la croissance démographique avec comme conséquence le développement urbain. San Jorge passa des quelque 150 habitants qu'elle avait en 1794, selon Cavanilles, à 215 habitants (recensement de 1841).
En 1887, elle arriva à un maximum historique avec 1 676 habitants, car à partir de cette année, la population décrut passant par 1 431 en 1919, 1 006 en 1950, 605 en 1984; mais en 1998 commença une nouvelle croissance démographique.

### Les Hospitaliers et l'ordre de Montesa
L'ordre de Saint-Jean de Jérusalem et ensuite celui de l'ordre de Montesa, à partir de 1319, furent les seigneurs féodaux qui contrôlaient le mas et les autres villes du Maestrazgo.

## Démographie
| 1990 | 1992 | 1994 | 1996 | 1998 | 2000 | 2002 | 2004 | 2005 |
| ---- | ---- | ---- | ---- | ---- | ---- | ---- | ---- | ---- |
| 600  | 561  | 564  | 573  | 577  | 581  | 637  | 637  | 744  |

## Administration
| Liste des maires |                    |       |         |
| Période          | Identité           | Parti | Qualité |
| 1979-1983        | -                  | -     | -       |
| 1983-1987        | -                  | -     | -       |
| 1987-1991        | -                  | -     | -       |
| 1991-1995        | -                  | -     | -       |
| 1995-1999        | -                  | -     | -       |
| 1999-2003        | -                  | -     | -       |
| 2003-2007        | Luis Tena Ronchera | PP    | -       |

## Économie
Une économie principalement basée sur l'agriculture, s'appuie également sur le tourisme qui bénéficie à San Jorge d'un splendide terrain de golf.

## Monuments et sites
- L'Hostal. Restes de l'édifice de l'ancienne église avec des arcs légèrement brisés.

- Église paroissiale. La nouvelle église est venue remplacer l'ancien lieu de culte médiéval qui était sur la grand place et qui avait été édifié en 1387. Le processus d'édification du nouveau bâtiment commença en 1735 et s'acheva avec la construction du clocher en 1759. La construction fut confiée à Joan Barceló, grand architecte qui réalisa également celle d'Alcalà de Xivert entre autres.

- Terrain de Golf.

## Fêtes locales
- San Antonio Abad. Elle se célèbre le 17 janvier. Les manifestations qui sont organisées, sont voisines de celles que l'on trouve dans les villages voisins : toros, bals et spectacles culturels.
- Fiestas Patronales. Elles se célèbrent le 23 avril en l'honneur du saint patron San Jorge.
- Romería al Santuario de la Font de la Salut. Le 1er mai, on fait cuire le riz dans le sanctuaire.
- Santiago Apóstol. En son honneur ont lieu les grandes fêtes à partir du 25 juillet.